# Laurence Golborne

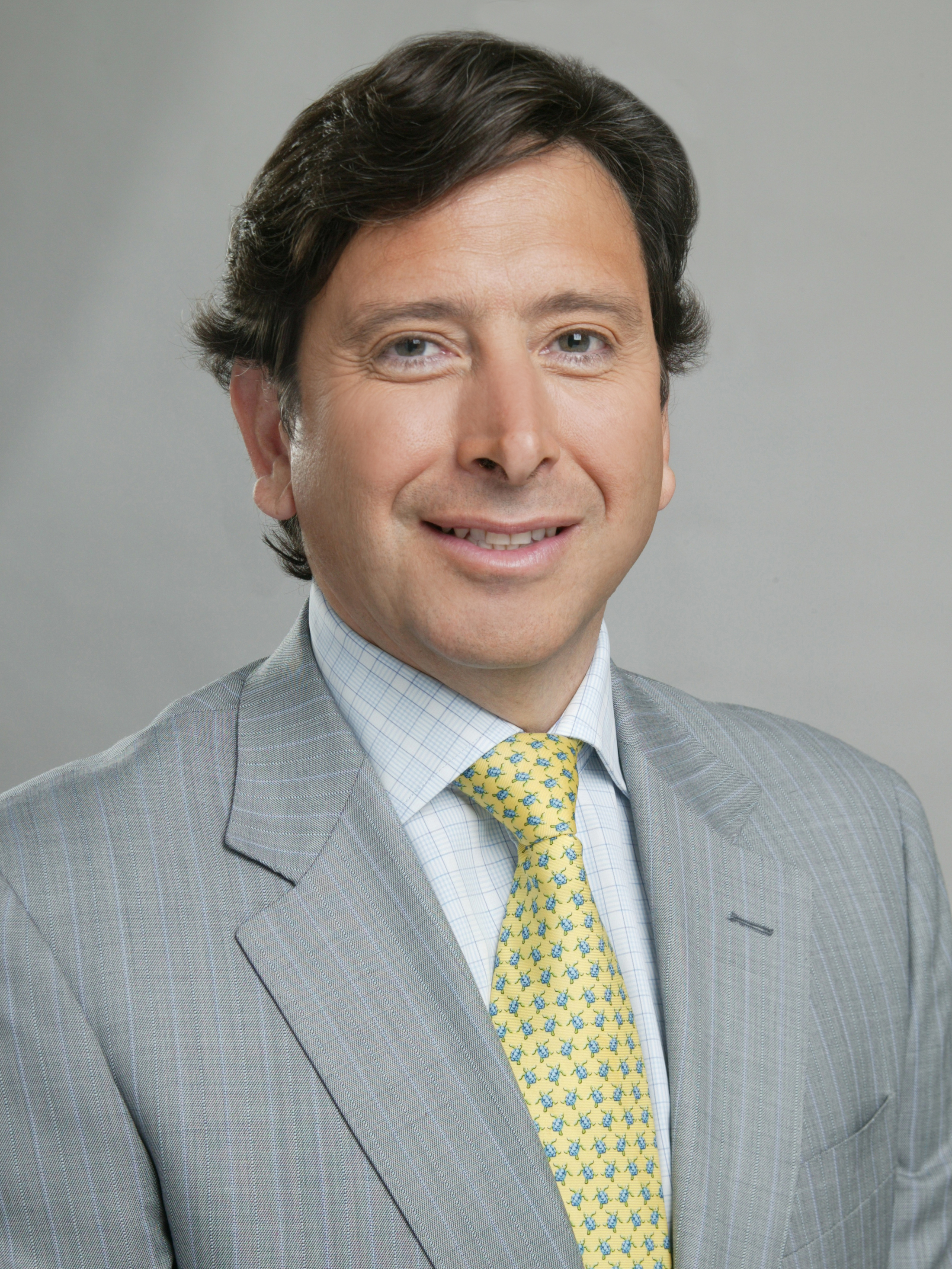
Laurence Golborne

Laurence Nelson Golborne Riveros  (* 11. Juni 1961 in Santiago de Chile) ist ein chilenischer Unternehmer und Politiker.

## Leben
Golborne besuchte die weiterführende Schule Instituto Nacional de Santiago. Danach machte er seinen Abschluss als Wirtschaftsingenieur an der Universidad Católica de Chile. An der Northwestern University und der Stanford University in den Vereinigten Staaten studierte er anschließend Betriebswirtschaftslehre. Er war von 2000 bis 2008 als Geschäftsführer bei der Investment-Holding Cencosud tätig. Seit Beginn 2010 arbeitete er als Geschäftsführer bei der Warenhauskette Ripley.

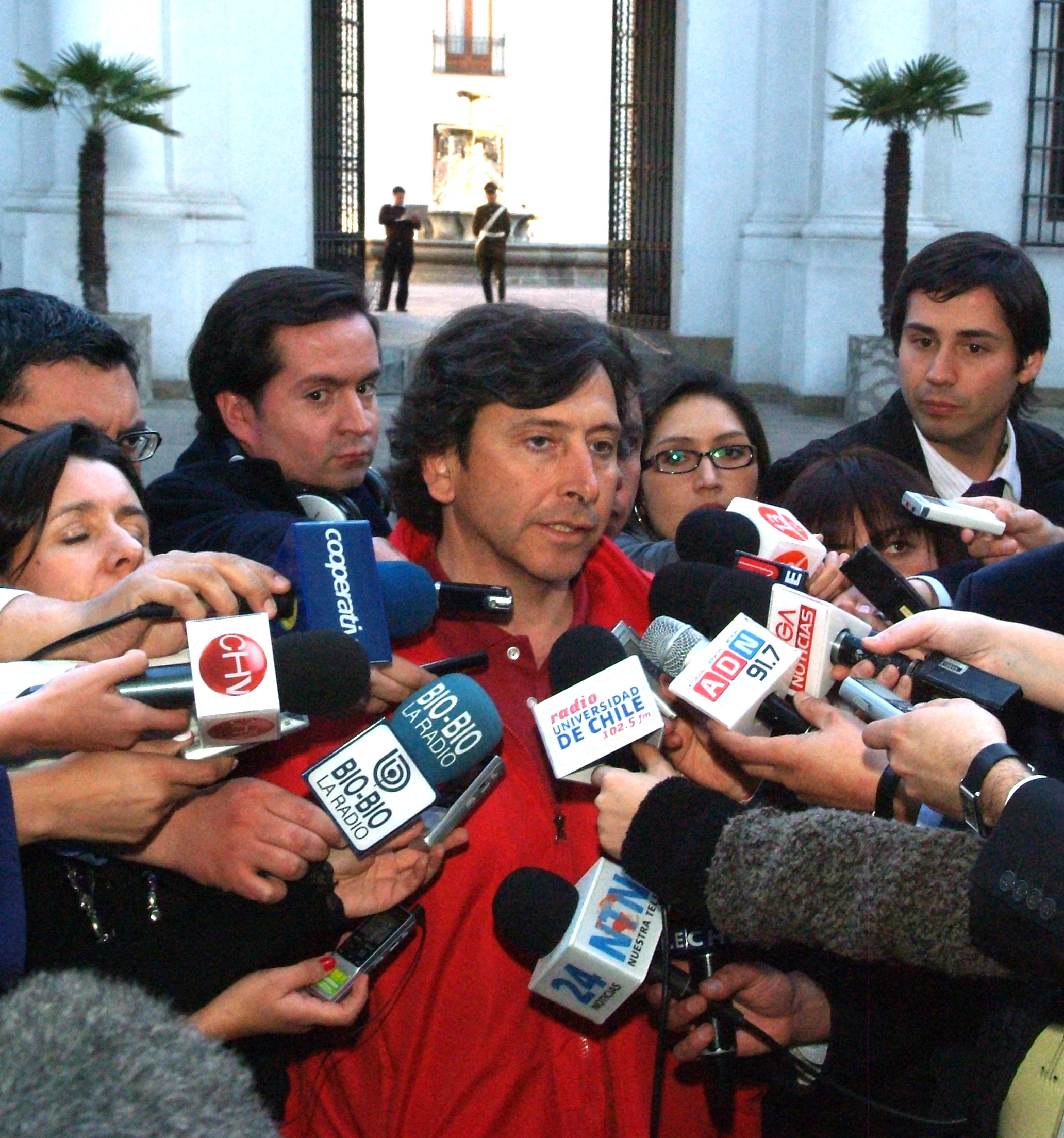
Golborne als Krisenmanager des Grubenunglücks von San José im August 2010

Ab dem 11. März 2010 war Golborne Bergbauminister im Kabinett Sebastián Piñeras. Bis zu seiner Nominierung war er kaum politisch in Erscheinung getreten und nur Insidern ein Begriff gewesen. Weltweite Bekanntheit erlangte Golborne durch das Grubenunglück von San José, bei dem er sich als Krisenmanager auszeichnete. Als sich das Unglück ereignete, war Golborne erst vier Monate im Amt und hatte nur wenige Kenntnisse von Bergbau. Bei der Organisation der Rettung sei ihm jedoch seine Vergangenheit als Manager zugutegekommen, wodurch er seine mangelnden Kenntnisse wettmachen konnte. Die erfolgreiche Rettung der 33 verschütteten Bergleute und dass er fast den gesamten Zeitraum im neben der Mine errichteten Rettungscamp verbracht hatte, machten ihn zum beliebtesten Politiker Chiles. Bei einer Umfrage im Januar 2011 erhielt er eine Zustimmungsrate von 81 Prozent. Es wurde sogar spekuliert, ob Golborne bei den nächsten Präsidentschaftswahlen als Kandidat antreten würde.
Bei einer Kabinettsumbildung im Januar 2011 entließ Präsident Piñera unter anderem seinen Energieminister Ricardo Raineri. Anstatt einen neuen Energieminister zu berufen, schlug er das Energieressort Golbornes Ministerium zu. Bei einer weiteren Kabinettsumbildung im Juli 2011 wurde Golborne Minister für öffentliche Bauten. Sein Vorgänger Hernán de Solminihac übernahm im Gegenzug das Bergbauministerium, für das Energieressort war nun Rodrigo Álvarez Zenteno zuständig.
Golborne, der keiner Partei angehört, ist verheiratet und hat sechs Kinder.

## Verkörperung in Filmen
Im 2015 Katastrophenfilm 69 Tage Hoffnung, der das Grubenunglück von San José vom August 2010 zum Thema hat, spielte Rodrigo Santoro die Rolle des Ministers Laurence Golborne.